# Chiesa di San Giuseppe in Valleggio
(Maurizio Monti, Storia di Como, 1832, Vol. 12, pag. 850)
La chiesa di San Giuseppe in Valleggio è un edificio di culto cattolico situato nella zona sud della convalle di Como.

## Storia
La chiesa deve il suo aspetto attuale ad alcuni interventi avvenuti nel tardo Cinquecento.
Nel 1765 presso la chiesa di san Giuseppe in Valleggio era già attiva la Confraternita della Buona Morte, nota anche come Confraternita di San Giuseppe, alla quale spettava il compito della sepoltura dei meno abbienti e di coloro che erano morti a causa di peste.
Nella prima metà dell'Ottocento, nei pressi della chiesa di san Giuseppe in Valleggio era ancora possibile osservare i segni del tracciato di una muraglia difensiva che, partendo dal castel Baradello correva in direzione nord-est verso il cosiddetto Castelnuovo, fortificazione originariamente edificata al tempo della guerra decennale.
Per secoli alle dipendenze della parrocchia facente capo alla chiesa di San Bartolomeo, nel 1956 la chiesa di san Giuseppe in Valleggio fu elevata alla dignità di parrocchiale. La parrocchia fu affidata ai frati minori di San Francesco, che già dal 1916 avevano costituito un loro convento nello stabile attiguo alla stessa chiesa di San Giuseppe.
Nella seconda metà del Novecento, la realizzazione di un più moderno complesso comportò lo spostamento di molte attività liturgiche e pastorali nell'area della nuova chiesa di San Giuseppe, a poche decine di metri di distanza dalla storica chiesa. Contestualmente, il convento venne trasformato in un oratorio della gioventù.

## Descrizione
All'interno della chiesa si trovano resti di affreschi risalenti XV secolo, oltre ad analoghe pitture posteriori di circa due secoli. Gli affreschi Seicenteschi, collocati all'interno di apposite lunette e attribuiti ai fratelli Giovanni Battista e Giovanni Paolo Recchi, rappresentano tre scene della vita di Gesù: la Circoncisione, la Presentazione al Tempio, e L'aiuto nella bottega paterna.